# Ecumeni
Ecumeni (Oecumenius, Οἰκουμένιος, Ἐπίσκοπος Τρίκκης) fou un escriptor grec comentarista de diverses parts del Nou Testament. Es creu que va ser bisbe de Trikka (ara Trícala) a Tessàlia que va viure vers el 990 (segons Cave, Scriptorum eccles. hist. liter. (Basilea, 1745), p. 112), i és considerat autor de nombrosos comentaris sobre llibres del Nou Testament. Tanmateix, els erudits han redactat més recentment el Comentari de l'Apocalipsi d'Ecumeni a començaments del segle VII o finals del segle vi, i han situat Ecumeni a Àsia Menor.

## Escrits
Els manuscrits del segle xi contenen comentaris sobre els Fets dels Apòstols i d'Epístoles catòliques i paulines, que s'atribueix des del segle xvi a Ecumeni. Les dels Fets i les Epístoles són idèntiques als comentaris de Teofilacte d'Ocrida (segle xi); els comentaris paulins són una obra diferent, encara que també contenen molts passatges paral·lels a Teofilacte. Els primers manuscrits, però, són més antics que Teofilacte, i per això no pot ser simplement una falsa atribució de la seva obra. Semblaria llavors que Ecumeni va copiar Andreu de Cesarea i ell mateix va ser copiat per Teofilacte. La situació encara es complica pel fet que entre els autors citats en aquestes obres el nom d'Ecumeni es repeteix. La qüestió de l'autoria d'Ecumeni és en tots els casos molt difícil. Otto Bardenhewer (Kirchenlexikon, IX, 1905, coll 706-10) n'és dubtó; Erhard (a "Byzantin. Litter.", 132" de Krumbacher) diu: "El nom Ecumeni representa en l'estat actual de la investigació d'un enigma que només es pot resoldre mitjançant un estudi conscienciós i crític dels manuscrits en relació amb tota la qüestió de la catenae."
El comentari sobre les Epístoles de Sant Paul és un compromís entre el tipus habitual de comentari i una catenae. La majoria de les explicacions es donen sense referència i, per tant, són presumiblement les de l'autor; però també hi ha llargs extractes d'escriptors anteriors, Climent d'Alexandria, Eusebi, Joan Crisòstom, Ciril d'Alexandria, etc., sobretot a partir de Foci. El propi Ecumeni n'és citat en un d'aquests.
El Comentari a l'Apocalipsi va ser editat per primera vegada per John Antony Cramer: "Catenae in Novum Testamentum", VIII (Oxford, 1840), 497-582; els altres tres (en Fets, Cath. Ep., i St. Pau) per Donato (Verona, 1532). Morellus (París, 1631) els va reeditar amb una traducció al llatí; seva edició es reprodueix a Patrologia Graeca , vol. CXVIII-CIX. Tots aquests es basen en manuscrits que estaven incomplets.
L'edició més recent va ser publicada per Marc De Groote en 1999.e

## Obres
Se li atribueixen els següents comentaris:
- 1. Commentaria in Sacrosancla quatuor Christi, Evanqelia,... Autore quidem (ut plurismi sentitut) Oecumenio interprete vero Joannie Hentenio
- 2. Εξηγήσεις εἰς τὰς πράξεις τω̂ν Αποστόλων, E narrationes (s.Commentarii) in Acta Apostolorum
- 3. Εξηγγ́σεις εἰς τὰς Παύλου ἐπιστολὰς πάσας, Commentarii in Epistolas Pauli omnes
- 4. Εξηγήσεις εἰς τὰς ἑπτὰ καθολικὰς λεγομένας ἐπιστολάς, Commentarii in septem Epistolas quare Catholicae dicuntur
- 5. Εἰς τὴν ̓Ιωάννονυ ἀποκάλυψιν, In Joannis Apocalysim.

Recollides a:
- The complete commentary of Oecumenius on the Apocalypse: Now printed for the first time from manuscripts at Messina, Rome, Salonika, and Athos, (University of Michigan studies. Humanistic series), University of Michigan (1928)
- Oecumenii commentarius in Apocalypsin, Oecumenius, Marc De Groote, Lovanii : Peeters, 1999. ISBN 90-429-0236-1 ISBN 9789042902367
- Commentary on the Apocalypse (Fathers of the Church), 2006, Oecumenius, John N. Suggit, tr., Catholic University of America Press, ISBN 0-8132-0112-8 ISBN 9780813201122. Review by Marc De Groote, Byzantion 78 (2008), 488-498.